# البلقاء (محافظة)
محافظة البلقاء، هي إحدى المحافظات الإثني عشر المكونة للمملكة الأردنية الهاشمية، تقع في الجزء الغربي من الأردن، يحدها من الشمال محافظات إربد وجرش وعجلون ومن الغرب نهر الأردن والبحر الميت ومن الجنوب محافظة مادبا والبحر الميت ومن الشرق محافظتي العاصمة والزرقاء، يبعد مركز المحافظة عن العاصمة عمان حوالي 29 كم.
تتميز المحافظة بتنوع المناخ والتضاريس، إذ تضم منطقة الأغوار التي تنخفض 224 تحت سطح البحر، وفيها أيضا من الجبال ما يصل ارتفاعه إلى 1130م، تمتاز المحافظة بمناخ ماطر وبارد شتاءً ومعتدل صيفاً مما يساعد على تنوع وتوفر المحاصيل الزراعية على مدار العام.
مدينة السلط هي عاصمة المحافظة التي أنجبت الكثير من الكتاب والساسة والعلماء عبر التاريخ، تضم المحافظة عددًا من المواقع السياحية والأثرية بالإضافة إلى مؤسستين للتعليم العالي هما جامعة البلقاء التطبيقية وجامعة عمان الأهلية.

## التاريخ
يشير مصطلح "البلقاء" تاريخيًا إلى كامل منطقة الهضبة الشرقية لغور الأردن في وقت مبكر يعود إلى القرن السابع عندما خاض ثيودور شقيق هرقل حملة مبكرة ضد العرب عندما اقترب من جنوب سوريا. خلال العصور التوراتية عُرف الجزء الجنوبي من البلقاء بسهول موآب.
خلال الحرب العالمية الأولى، دخل الجيش البريطاني بقيادة الجنرال إدموند اللنبي إلى السلط في 24 مارس 1918 في حملة معارك عمان إيذانا بنهاية 500 عام من الحكم العثماني.
في 21-3-1968 كانت بلدة الكرامة الواقعة بالقرب من الشونة الجنوبية هي أرض معركة الكرامة بين إسرائيل من جهة والقوات الأردنية والفلسطينية (فتح ومنظمة التحرير الفلسطينية) من جهة أخرى؛ وهي واحدة من أكبر المواجهات العسكرية في حرب الاستنزاف في الفترة ما بين حرب الأيام الستة عام 1967 وحرب أكتوبر عام 1973.

## الجغرافيا

### الطقس والمناخ
مناخ المحافظة بشكل عام ماطر وبارد شتاءً ومعتدل صيفاً، ويبلغ معدل هطول الأمطار فيها (600ملم) ، أما المناطق المنخفضة فتتميز باعتدال درجات الحرارة شتاءً وارتفاع درجات الحرارة صيفاً ويبلغ معدل سقوط الأمطار فيها (150 – 200 ملم) مما يجعل المحافظة أرضا زراعية خصبة تساعدها على التنوع في الزراعات على مدار العام وذلك لتوافر الظروف المناسبة من حيث الكفاءات الزراعية والخبرات العملية الزراعية وكذلك توافر المياه وخصوبة التربة التي تتمتع بها المحافظة ولا سيما منطقة الأغوار الوسطى.

### المساحة والسكان
تبلغ مساحة محافظة البلقاء 1120.4 كم2 أو ما يعادل 1.25% من مساحة الأردن. تشير البيانات الديموغرافية للتعداد الوطني الأردني لعام 2015 إلى أن عدد سكان محافظة البلقاء حوالي 491،709 نسمة.

## التقسيم الإداري
تضم محافظة البلقاء 5 ألوية هي: لواء قصبة السلط ، لواء الشونة الجنوبية، لواء دير علا، لواء عين الباشا، لواء ماحص والفحيص و3 أقضية: قضاء العارضة،قضاء زي، قضاء عيرا ويرقا و 9 بلديات.

## السياحة والمعالم

### شارع الحمام
يقع الشارع في مدينة السلط وهو شارع تجاري تراثي يشعر المار به بالحس التاريخي القديم. أنشئت المنطقة ككل بين عامي (1881 – 1884) على يد مجموعة من التجار من نابلس، كما وجد بها حمام عام تراثي وهو سبب التسمية، إلا أنه هُدم في نهايات الثلاثينات من القرن العشرين.

### تل الجادور
اكتشف في الموقع سور دفاعي يرجع إلى العصر البرونزي المتوسط، كما عثر على بقايا لبناء بيزنطي كان بالأصل مدفنًا محفورًا في الصخر تم تحويله إلى كنيسة عرفت باسم: (كنيسة زينب)، ثم اتخذها سكان المدينة كهفا لدفن الموتى.

### منطقة الرميمن
تقع إلى الشمال الشرقي لمدينة السلط وتبعد عنها 15 كم وتمتاز بوجود مجموعة من الشلالات والينابيع التي تضفي على طبيعتها الحرجية جمالاً مميزاً. من أهم اثار الموقع : الجامع الأموي الصغير وما زال محرابه في حالة جيدة وعليه بعض الكتابات الإسلامية، وكذلك مدفن لعائلة رومانية من القرن الثاني الميلادي ويعرف بالمصبغة، وهنالك الكثير من معاصر الزيتون ومطاحن القمح والكهوف القديمة، بالإضافة إلى وجود صناعة الحديد في موقعين بالقرية.

### منطقة زي
تقع على شمال مدينة السلط، وتبعد عنها 9كم وتحتضن بقايا أثرية من الحجارة والأعمدة يحمل بعضها نقوشاً جميلة يعود بعضها للعصر البيزنطي وبعضها للعصر الإسلامي، تشرف على غور الأردن وجبال الضفة الغربية وجبال عجلون، وتكثر فيها الأشجار المثمرة والحرجية وتعتبر من المصايف المهمة في المملكة، ويوجد في المنطقة الكنيسة البيزنطية التي اكتشفت عام 1977.

### البحر الميت
يبعد عن عمان باتجاه الغرب 55 كم ويمتد مسافة تصل إلى 52 كم وهو أخفض بقعة بالعالم، تتميز المنطقة بطقسها المشمس على مدار العام ويشتهر البحر الميت بالطين الأسود الغني بالأملاح والمعادن، كما أن التركيبة الملحية المعدنية لمياه البحر تعتبر من أهم مصادر العلاج الذي يتوفر بإشراف مختصين خبراء في مراكز العلاج الطبيعي.

### المغطس
هو المكان الذي تعمد فيه السيد المسيح على يد يوحنا المعمدان في مجرى نهر الأردن، وتم الكشف عن وجود آثار لكنيسة صغيرة مستطيلة الشكل أرضيتها مبلطة بالفسيفساء الأبيض يعود تاريخها إلى العصر الروماني المتأخر، وكنيسة أخرى صغيرة الحجم أرضيتها مبلطة بالفسيفساء الملون بالإضافة إلى وجود ثلاث برك مائية لها أدراج كانت متخصصة للتعميد وسور خارجي يحيط بالكنيسة.

## المدن التابعة إليها
تضم البلقاء عدد كبير من المدن الأشبه بالبلدات والقرى منها:
- السلط
- يرقا
- العارضة (عارضة عباد)
- أم جوزة
- سلعوف
- دعم الغزالات
- منطقة أبو نصير
- ماحص
- الفحيص
- وادي شعيب
- عين الباشا
- زي
- علان
- عيرا
- دير علا

## أعلام
- سيمويه البلقاوي، أحد صحابة النبي محمد.